# Bundesautobahn 553
De Bundesautobahn 553 (kortweg A553) is een Duitse autosnelweg in de deelstaat Noordrijn-Westfalen die begint bij Kreuz Bliesheim als voortzetting van de A1 en loopt tot de noordelijke rand van Brühl, waar de autosnelweg overgaat in de B51 richting Keulen.
De oorspronkelijke planning voorzag in het noorden een doortrekking naar de A4. Daarnaast was via een brug over de Rijn een verbinding met de A59 gepland. Op dit moment zijn beide planningen aan de kant geschoven, daar het verkeer veelal van de oostelijker gelegen A555 gebruikmaakt.